# Estigmene senegalensis
Estigmene senegalensis là một loài bướm đêm thuộc phân họ Arctiinae, họ Erebidae.